# 加多尼
加多尼（義大利語：Gadoni），是意大利撒丁大区努奥罗省的一个市镇。总面积43.5平方公里，人口900人，人口密度20.7人/平方公里（2009年）。ISTAT代码为091025。